# Queidersbach (Moosalbe)
Der Queidersbach – so die amtliche Bezeichnung, lokal auch die Steinalb – ist ein etwa 11 km langer Bach und ein rechter Zufluss der Moosalbe in Rheinland-Pfalz. Das Tal des Queidersbachs bildet die Grenze zwischen der Sickinger Höhe im Westen und dem Naturpark Pfälzerwald im Osten.

## Geographie

### Quellbereich
Der Queidersbach entspringt im Norden der Sickinger Höhe im Landkreis Kaiserslautern. Der Bereich der Quelle westlich der Ortsgemeinde Bann an der Ziegelsteige, dem Südosthang des Kahlenbergs, wurde im Jahre 2000 neu gestaltet; in den größten der verwendeten Sandsteine ist die Inschrift „Steinalbquelle“ eingemeißelt. Bei der Quelle wurde auch ein Rastplatz eingerichtet.

### Verlauf
Der Bach wird ins Dorf hinunter auf einer Strecke von etwa 700 m unterirdisch geführt, deshalb tritt er erst im Wohngebiet zwischen Haupt-, Goethe- und Schillerstraße auf 346 m Höhe an die Oberfläche; diesen Punkt bezeichnen die Quell-Koordinaten, und von hier zählt amtlich die Länge.
Auf seinem Weg nach Süden parallel zur Landesstraße 363 (Landstuhl–Steinalben) durchfließt der Queidersbach im Landkreis Kaiserslautern die Ortsgemeinden Bann, Queidersbach und Linden, danach im Landkreis Südwestpfalz die Gemeinde Horbach. Der Bachlauf ist in den durchflossenen Ortschaften weitgehend kanalisiert, nur an wenigen Stellen ist er an der Oberfläche zu sehen. Kleine Nebenbäche fließen vor allem von rechts, von der Sickinger Höhe her, zu; der stärkste von ihnen ist der knapp 3 km lange Horbach.
Direkt vor der Gemarkung von Steinalben mündet der Queidersbach von rechts in die Moosalbe.

### Zuflüsse
Liste der Zuflüsse von der Quelle zur Mündung. Gewässerlänge und Einzugsgebiet nach der amtlichen Gewässerkarte, Höhe nach der amtlichen topographischen Karte. Andere Quellen für die Angaben sind vermerkt.
- Steinbach, von rechts auf etwa 321 m in Queidersbach, ca. 1,2 km[LANIS 4] und ca. 1,2 km²[LANIS 5]
- Rosentalbach, von links auf etwa 311 m am unteren Ortsrand von Queidersbach, 0,6 km oder glaubhafter 0,8 km[WW 4] und 4,4 km²
- Gabelsbach, von rechts auf etwa 297 m unterhalb des Weiherhofs von Linden, 1,2 km und 3,5 km²
- Eimerbach, von rechts auf etwa 295 m in Linden, ca. 1,2 km[LANIS 4] und ca. 1,4 km²[LANIS 5]
- Horbach, von rechts auf etwa 272 m in Horbach, 2,6 km und 6,5 km²
  - Bach vom Rößborn, von links auf etwa 293 m im Horbacher Tal, 1,8 km und 2,3 km²
    - Weselbergertalbach,[LANIS 6] von rechts auf etwa 294 m im Horbacher Tal, ca. 1,4 km[LANIS 4] und 1,6 km²

  - Dreibrunnenbächel, von links auf etwa 287 m im Horbacher Tal, 0,8 km und 0,5 km²

## Sehenswürdigkeiten

### Mühlen
Früher mit dem Wasser des Queidersbachs als Mühlen betrieben wurden die Lindener Mühle unterhalb von Linden und die Horbacher Mühle unterhalb von Horbach. Die letztgenannte ist als Kulturdenkmal eingestuft.

### Andere Kulturdenkmäler
- Antoniuskirche
- Peterskirche

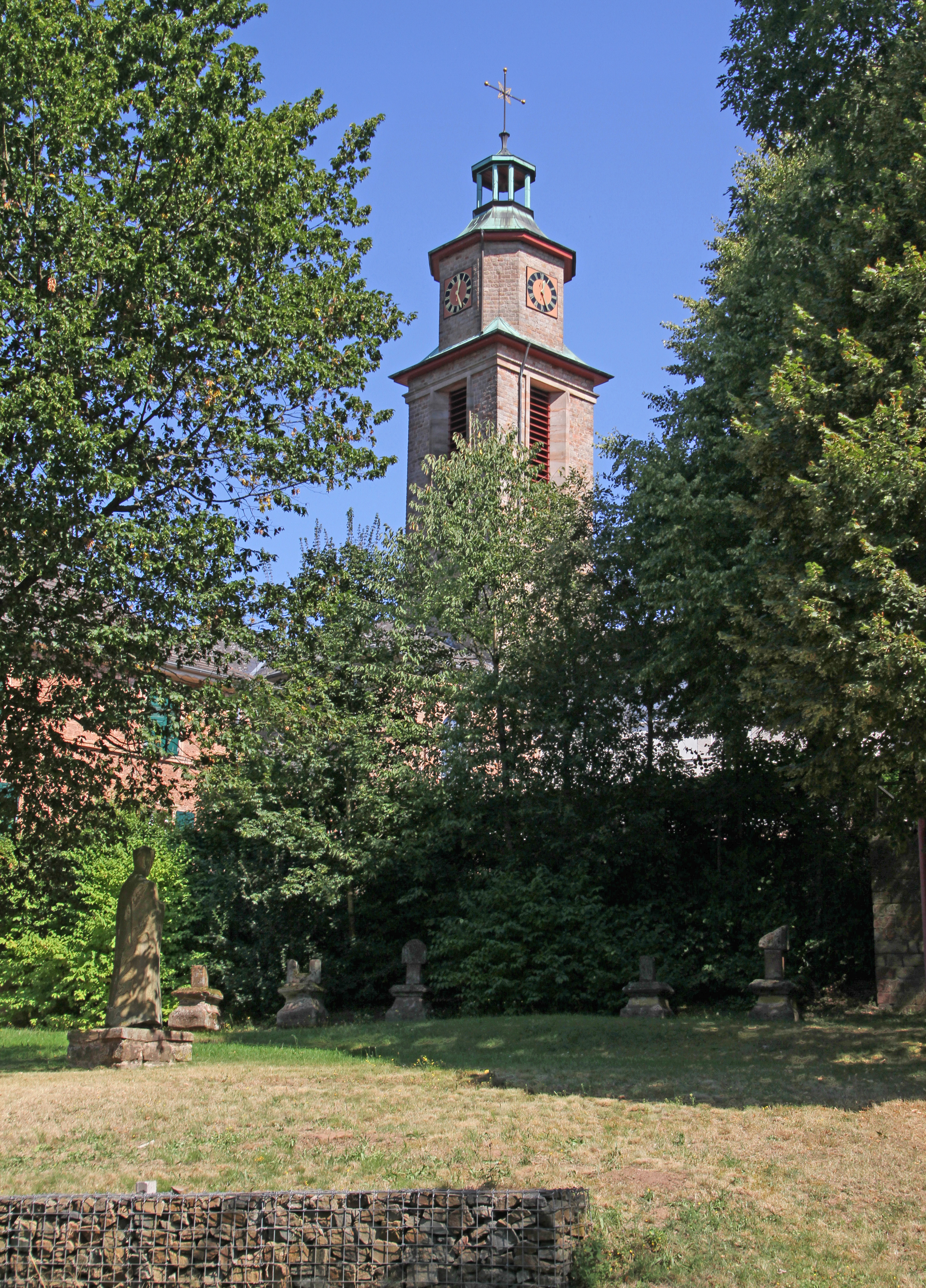
Antoniuskirche
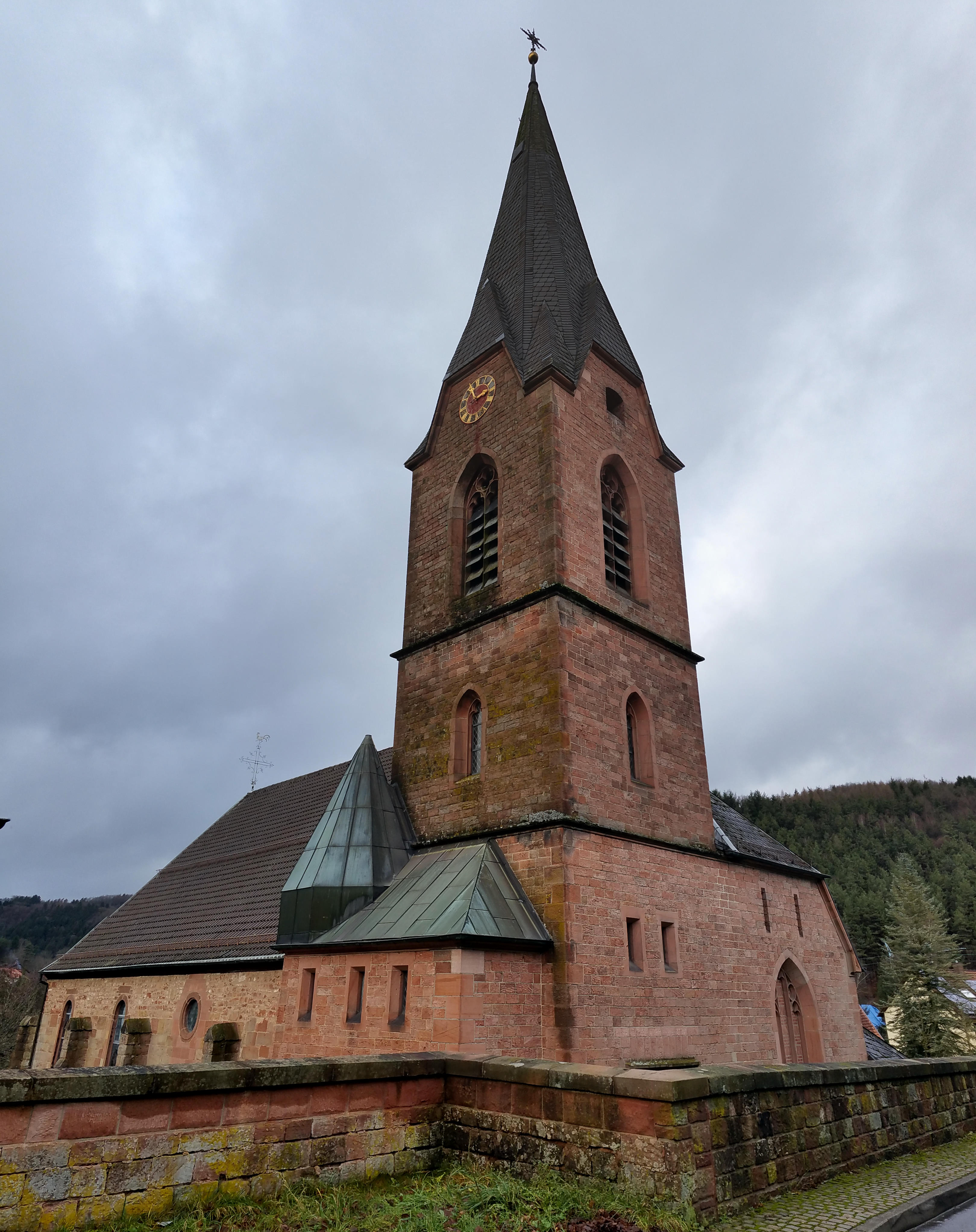
Peterskirche

Siedlungskerne am Queidersbach entstanden vor allem an den flachen Gleithängen auf der linken Seite des Flusslaufs. Dort stehen auch fast alle in den Denkmallisten erfassten Objekte, beispielsweise die Antoniuskirche und das Friedhofskreuz von Queidersbach sowie die Peterskirche und die beiden Wegekreuze von Horbach.